# Ghyangphedi
Ghyangphedi (en népalais : घ्याङ्गफेदी) est un comité de développement villageois du Népal situé dans le district de Nuwakot. Au recensement de 2011, il comptait 3 100 habitants.
La commune se situe en bas du col de Gosainkunda.